# Municipio de Lynn (Pensilvania)
El municipio de Lynn  (en inglés: Lynn Township) es un municipio ubicado en el condado de Lehigh en el estado estadounidense de Pensilvania. En el año 2000 tenía una población de 3.849 habitantes y una densidad poblacional de 35.9 personas por km².

## Geografía
El municipio de Lynn se encuentra ubicado en las coordenadas 40°40′06″N 75°52′35″O / 40.66833, -75.87639.

## Demografía
Según la Oficina del Censo en 2000 los ingresos medios por hogar en la localidad eran de $53,883 y los ingresos medios por familia eran $61,520. Los hombres tenían unos ingresos medios de $38,510 frente a los $29,866 para las mujeres. La renta per cápita para la localidad era de $22,688. Alrededor del 4,1% de la población estaban por debajo del umbral de pobreza.